# Carl Arvid Hägerflycht
Carl Arvid Hägerflycht, född 1 augusti 1770 i Stockholm, död 27 augusti 1822 i Kristianstad, var en svensk militär. Han var far till Carl Henric Hägerflycht.
Carl Arvid Hägerflycht var son till överste Johan Axel Hägerflycht och Märta Margareta Dahlmansson. Han blev volontär vid artilleriet 1783, konstapel där samma år, styckjunkare 1784, underlöjtnant 1787 och avlade större artilleriexamen 1793. Hägerflycht blev premiärlöjtnant vid Finska artilleriregementet 1794, kapten där 1808, major i armen 1810, kapten vid Göta artilleriregemente 1811 och vid Wendes artilleriregemente samma år. Hägerflycht blev tredje major vid sistnämnda regemente 1811, bataljonschef där 1816, överstelöjtnant samma år och var överste och chef för regementet 1821–1822. Han deltog i Gustav III:s ryska krig, Finska kriget samt i fälttåget i Pommern 1807. Hägerflycht invaldes 1815 som ledamot av Krigsvetenskapsakademien. Han blev riddare av Svärdsorden 1809.